# Judeline
Judeline est le nom d'un cultivar de pommier domestique.

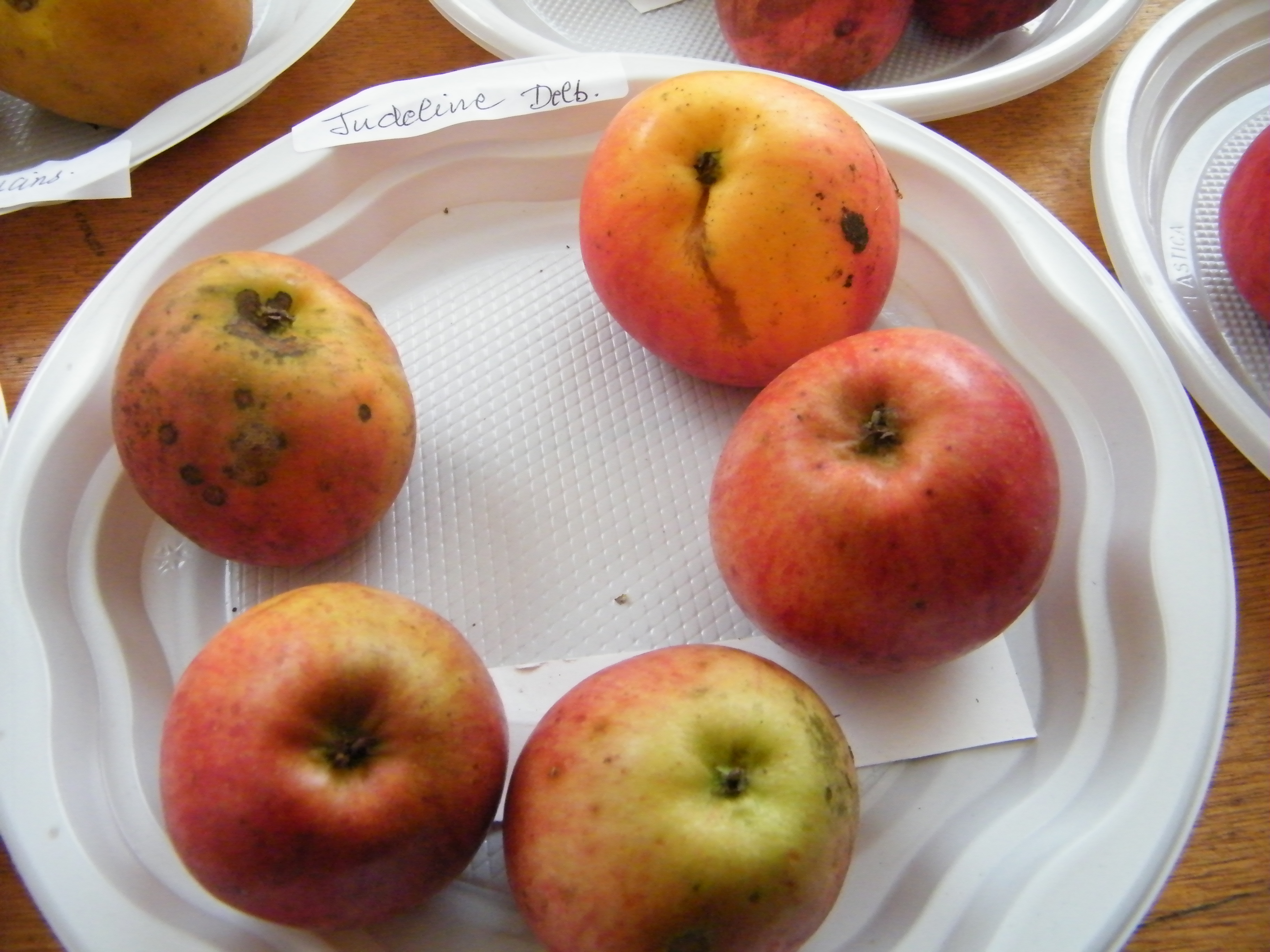
Fruits obtenus sans traitement.

## Parenté
Hybride: Golden Delicious x Priam.

## Description
- Usage: pomme à cidre